# Escudo de la Privacidad
El Escudo de la Privacidad Unión Europea-Estados Unidos fue un acuerdo informal en el ámbito de la legislación de protección de datos que se negoció entre la Unión Europea y los Estados Unidos de 2015 a 2016. Consistió en una serie de garantías por parte del gobierno de Estados Unidos y una conclusión de adecuación por parte de la Comisión Europea. La Comisión decidió el 12 de julio de 2016 que los requisitos del Escudo de la Privacidad estaban en línea con el nivel de protección de datos en la Unión Europea; desde entonces, el acuerdo podía aplicarse.
El acuerdo supuso regular la protección de los datos personales transferidos de un Estado miembro de la Unión Europea a los Estados Unidos. Fue sucesor a un marco de cooperación previo, Principios Internacionales de Puerto Seguro ("Safe Harbor"), anulado el 6 de octubre de 2015 por el Tribunal de Justicia de la Unión Europea (TJUE) a causa de las filtraciones a la prensa por Edward Snowden de programas secretos de vigilancia masiva.
A raíz de la diferencia de derechos y limitaciones entre comunidades, y a causa de la denuncia del usuario austríaco Maximilian Schrems por una vulneración de protección de datos en una red social, el TJUE declaró inválido el 16 de julio de 2020 el fallo de la Comisión Europea sobre el Escudo de la Privacidad:

Por lo que atañe a la exigencia de tutela judicial, el Tribunal de Justicia declara que, contrariamente a lo que la Comisión consideró en la Decisión Escudo de la privacidad, el mecanismo del Defensor del Pueblo contemplado en dicha Decisión, no proporciona a esas personas ninguna vía de recurso ante un órgano que ofrezca garantías sustancialmente equivalentes a las exigidas en el Derecho de la Unión, que puedan asegurar tanto la independencia del Defensor del Pueblo previsto en el antedicho mecanismo como la existencia de normas que faculten al referido Defensor del Pueblo para adoptar decisiones vinculantes con respecto a los servicios de inteligencia estadounidenses. Por todas esas razones, el Tribunal de Justicia declara inválida la Decisión Escudo de la privacidad.
COMUNICADO DE PRENSA n.º 91/20 sobre sentencia del Tribunal de Justicia de la Unión Europea